# 饭岛诚
饭岛诚（日语：／ Iijima Makoto，1971年2月12日—），日本男子自行车运动员。他曾代表日本参加1994年、1998年、2002年和2006年亚洲运动会自行车比赛，获得二枚银牌。他也曾参加2000年、2004年和2008年夏季奥林匹克运动会。